# С. П. Сомтоу
С. П. Сомтоу (англ. S. P. Somtow; род. 30 декабря 1952, Бангкок, Таиланд); настоящее имя Somtow Papinian Sucharitkul (тайск. สมเถา สุจริตกุล) — тайско-американский музыкант, композитор и писатель-фантаст. Национальный артист Таиланда (2022)

## Биография
Обучался в Итоне и колледже Сент-Кэтрин в Кембридже.

## Музыкальное творчество
Автор 5 симфоний и одного балета. Так же им созданный «Requiem 9/11», преподнесённый правительством Таиланда в дар жертвам терактов 11 сентября. В настоящее время художественный руководитель Бангкокской Оперы.